# Dva lidi v zoo
Dva lidi v zoo je československý hraný film z roku 1989, který režírovala Marie Poledňáková podle vlastního scénáře. Film byl natáčen mj. v ústecké zoologické zahradě a v ZOO Dvůr Králové.

## Děj
Zvěrolékař Montelík (postava volně inspirovaná zoologem Josefem Vágnerem) pracuje v zoologické zahradě a jeho žena Josefína od něj odchází kvůli zvířatům, o která se stará i doma. Jeho dcera za ním doveze své dva syny – dvojčata, aby je na tři týdny pohlídal. Odmítne se starat o oba, a proto se Martin a Honza vydávají jen za jednoho. Montelík má navíc problémy v práci. Ředitel a hlavní zooložka se snaží co nejvýhodněji rozprodávat zvířata. Mladá inženýrka Emilka ho přemluví, aby jí pomohl zabránit prodeji orangutaního mláděte Amose.

## Obsazení
| Miroslav Macháček       | Montelík alias Monty |
| Jiřina Jirásková        | Josefína             |
| Martin Morávek          | Martin               |
| Jan Morávek             | Honza                |
| Kateřina Macháčková     | maminka              |
| Marta Sládečková        | Emilka               |
| Jan Hartl               | Jára                 |
| Ladislav Mrkvička       | Simon                |
| Helena Růžičková        | Burdová              |
| Zdeněk Srstka           | Evžen                |
| Jaroslava Kretschmerová | Věruna               |
| Josef Veselský          | Pepino               |
| Petr Kostka             | ředitel ZOO          |
| Jana Štěpánková         | hlavní zooložka      |
| Zdena Hadrbolcová       | Růžena               |
| hroch Davídek           | hroch                |